# Shifodian
Shifodian (kinesiska: 石佛店, 石佛店乡) är en socken i Kina. Den ligger i provinsen Henan, i den centrala delen av landet, omkring 360 kilometer sydost om provinshuvudstaden Zhengzhou. Antalet invånare är 18 598. Befolkningen består av 9 285 kvinnor och 9 313 män. Barn under 15 år utgör 27,0 %, vuxna 15-64 år 54 %, och äldre över 65 år 18,0 %.
Genomsnittlig årsnederbörd är 1 204 millimeter. Den regnigaste månaden är augusti, med i genomsnitt 201 mm nederbörd, och den torraste är januari, med 26 mm nederbörd.